# Skorczów
Skorczów – wieś w Polsce położona w województwie świętokrzyskim, w powiecie kazimierskim, w gminie Kazimierza Wielka.
W latach 1975–1998 miejscowość administracyjnie należała do województwa kieleckiego.
| SIMC    | Nazwa             | Rodzaj    |
| ------- | ----------------- | --------- |
| 0242192 | Kolonia Wschodnia | część wsi |
| 0242200 | Kolonia Zachodnia | część wsi |
| 0242217 | Stara Wieś        | część wsi |

Kaplica pw. Bożego Narodzenia z 1616 r., wpisana do rejestru zabytków nieruchomych (nr rej.: A.196 z 30.05.1972).

## Urodzeni w Skorczowie
- Roman Plenkiewicz – polski historyk literatury, literat, członek Towarzystwa Naukowego Warszawskiego, encyklopedysta[8].